# Acronicta yangtseana
Acronicta yangtseana är en fjärilsart som beskrevs av Max Wilhelm Karl Draudt 1950. Acronicta yangtseana ingår i släktet Acronicta och familjen nattflyn. Inga underarter finns listade i Catalogue of Life.